# Carpophage de Finsch
Ducula finschii
Espèce
Statut de conservation UICN

 NT  : Quasi menacé
Le Carpophage de Finsch (Ducula finschii (Ramsay, 1882)) est une espèce d'oiseaux appartenant à la famille des Columbidae.
Le nom de l'espèce commémore l'ornithologue et explorateur allemand Friedrich Hermann Otto Finsch (1839-1917).

## Description
Cet oiseau mesure 35 à 38 cm de longueur pour une masse d'environ 380 g.
La tête, le cou, le haut du manteau sont gris bleuâtre pâle teinté de rose. Les rémiges primaires et les rectrices sont noir bleuâtre, ces dernières présentent une bande subterminale blanche et une terminale verte. Le reste des parties supérieures est vert émeraude à doré avec des reflets bronzes sur le manteau. Les iris sont rouges avec des cercles oculaires blancs. Le bec est noir. Les pattes sont rouges.
La tête grise de la femelle est un peu plus sombre que celle du mâle.

## Répartition
Cet oiseau vit sur l'archipel Bismarck en Papouasie-Nouvelle-Guinée.

## Habitat
Cette espèce peuple les forêts montagneuses à basse altitude.